# Asaita
Asaita (o Asayita), conosciuta storicamente come Awsa (o Aussa in italiano) è un centro abitato e uno dei woreda, della zona di Awsi nella regione di Afar in Etiopia. Ha svolto in passato la funzione di capitale della regione etiope di Afar, prima che fosse spostata a Semera.

## Descrizione
Il woreda della città di Asaita si suddivide in tredici Kebelè, dei quali undici sono agricoli e due urbani.